# گریفیت (آریزونا)
گریفیت (به انگلیسی: Griffith) یک منطقهٔ مسکونی در ایالات متحده آمریکا است که در آریزونا واقع شده‌است. گریفیت ۷۹۹ متر بالاتر از سطح دریا واقع شده‌است.